# 浜島温泉
浜島温泉（はまじまおんせん）は、三重県志摩市にある温泉。

## 泉質
源泉は複数存在し、ナトリウム炭酸水素塩泉、ナトリウム塩化物泉、アルカリ性単純温泉などが存在する。
以下に源泉名みたびの湯（1996年（平成8年）掘削）の泉質を記載する。
- ナトリウム - 炭酸水素塩泉
  - 源泉温度 - 40.6℃
  - PH値 - 8.03

## 温泉街
旧浜島町の町内に温泉地が存在する。海沿いのもの、露天風呂からの展望を売り物にしているものもある。近くの新浜島温泉と合わせて、浜島温泉郷とまとめられることも。

## 歴史
1985年（昭和60年）に伊勢志摩で初めて湧出した。温泉を掘削したのはホテルニュー浜島である。
1997年（平成9年）には近くで新浜島温泉も開湯している。

## アクセス
- 鉄道 : 近鉄志摩線 鵜方駅より三重交通バス宿浦行きで「浜島」停留所下車、徒歩で約20分。